# Heaven Sword and Dragon Sabre 2
Série
Heaven Sword and Dragon Sabre
(1978)
Pour plus de détails, voir Fiche technique et Distribution.
Heaven Sword and Dragon Sabre 2 (倚天屠龍記大結局, Yi tian tu long ji da jie ju) est un film sino-hong-kongais réalisé par Chu Yuan, sorti en 1978.

## Synopsis
Le suspense continue dans cette suite. Seule l'union des armes appelées "Heaven Sword" et "Dragon Blade" peut sauver les six derniers clans d'arts martiaux qui sont en rivalité pour dominer les autres.

## Fiche technique
- Titre : Heaven Sword and Dragon Sabre 2
- Titre original : 倚天屠龍記大結局 (Yi tian tu long ji da jie ju)
- Réalisation : Chu Yuan
- Scénario : Chu Yuan d'après le roman de Louis Cha
- Musique : Chen Yung-yu
- Photographie : Huang Chieh
- Montage : Chiang Hsing-lung et Yu Shao-feng
- Costumes : Liu Chi-yu
- Production : Run Run Shaw
- Pays de production :  Hong Kong,  Chine
- Studio de production : Shaw Brothers
- Format : couleurs - 2,35:1 - mono - 35 mm
- Genre : Wu Xia Pian
- Durée : 101 minutes
- Date de sortie : 27 octobre 1978 (Hong Kong)

## Distribution
- Lo Lieh
- Poon Bing-seung
- Ching Tin
- Derek Yee
- Norman Chu
- Ku Kuan-chung
- Candy Yu
- Fei Ngaai
- Wang Wai
- Candy Wen
- Wing Yue
- Yuen Wah
- Ching Li
- Chung Gwok-yan
- Yung Wong